# 심령사진

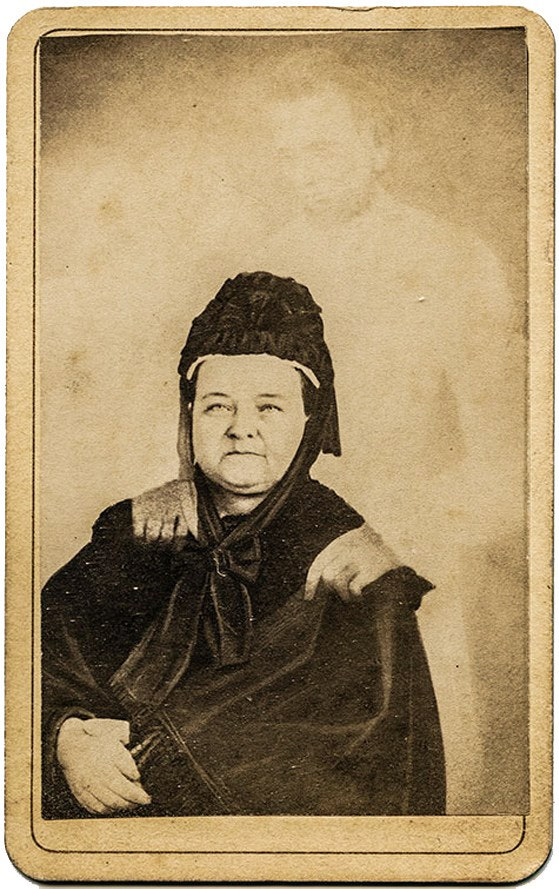

심령사진(心靈寫眞)은 영혼, 귀신, 사신 등이 찍혀 있다고 주장하는 사진을 말한다.
특히 유령 사냥에서 유령 및 기타 영적 존재의 이미지를 캡처하는 것이 주요 목표인 사진 유형이다. 19세기 후반으로 거슬러 올라간다. 미국 남북 전쟁의 종식과 19세기 중반 강신술 운동은 영혼 사진의 인기에 크게 기여했다. 윌리엄 멈러(William Mumler)와 윌리엄 호프(William Hope)와 같은 사진가들은 죽은 친척과 함께 있는 사람들의 사진을 찍는 번창하는 사업을 운영했다. 둘 다 사기로 밝혀졌지만 아서 코난 도일 경과 같은 "진정한 신자"는 증거를 사기의 증거로 받아들이기를 거부했다.
카메라가 일반 대중에게 보급되면서 먼지 입자에 반사되는 플래시, 카메라 끈이나 렌즈에 가까운 머리카락, 렌즈 플레어, 파레이돌리아 또는 현대에는 스마트폰을 이용한 속임수와 같은 자연스러운 카메라 인공물로 인해 고스트 사진이 보편화되었다. 기존 사진에 유령 이미지를 추가하는 애플리케이션을 사용한다.

## 같이 보기
- 키를리언 사진
- 염사